# 운리중학교
운리중학교(雲里中學校)는 대한민국 광주광역시 서구 풍암동에 위치한 공립 중학교이다.

## 학교 연혁
- 2003년 5월 23일 : 운리중학교 설립 인가
- 2006년 3월 2일 : 운리중학교 개교, 제1대 김성도 교장 취임, 제1회 입학식 (390명 입학)
- 2008년 9월 18일 : 다목적 강당 「운리관」 개관
- 2009년 2월 12일 : 제1회 졸업식 (380명 졸업)
- 2010년 3월 23일 : 양궁부 창단
- 2023년 9월 1일 : 제8대 최성은 교장 취임
- 2025년 1월 10일 : 제17회 졸업 (209명 졸업, 누계 5,000명)
- 2025년 3월 4일 : 제20회 입학 (169명 입학)

## 참고 자료
- 운리중학교 - 한국교육학술정보원 학교알리미